# Túnica íntima
La túnica íntima
o simplemente la íntima es la capa más interna de una arteria o una vena. Está compuesta por una capa de células endoteliales y está sostenida por la membrana elástica interna. Las células endoteliales están en contacto directo con el flujo sanguíneo.

## Histología
La túnica íntima es una estructura frágil, fina, transparente e incolora, la cual es elástica y corrugada longitudinalmente. La capa interna está compuesta por:
1. Endotelio o tapiz celular, cuyas células endoteliales son poligonales, ovaladas o fusiformes y tienen un núcleo celular peculiarmente redondo u ovalado. El endotelio se distingue con más fuerza al teñir una arteria con nitrato de plata.
2. Capa subendotelial, que consiste en un tejido conjuntivo delicado con células ramificadas dispuestas en los inter-espacios del tejido. En arterias menores de 2 mm de diámetro, la capa subendotelial consiste en un solo estrato de células de aspecto estrellado, el tejido conjuntivo se ve desarrollado completamente en vasos de mayor calibre.
3. Capa elástica, que consiste en una membrana que contiene una red de fibras elásticas, de dirección principalmente longitudinal y, con el microscopio, se pueden ver pequeñas aperturas elongadas o perforaciones que le da su apariencia fenestrada. Esta membrana forma el mayor grosor de la túnica interna y puede ser separada en diversas capas, algunas de las cuales tienen la apariencia de fibras elásticas y otras tienen una característica más membranosa. En las arterias más pequeñas, la membrana fenestrada es sumamente delgada, pero en arterias mayores, en especial la aorta, tiene un grosor considerable.

## Imágenes adicionales

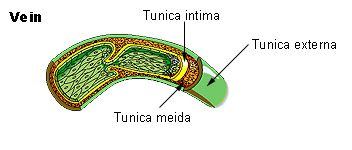
Vena
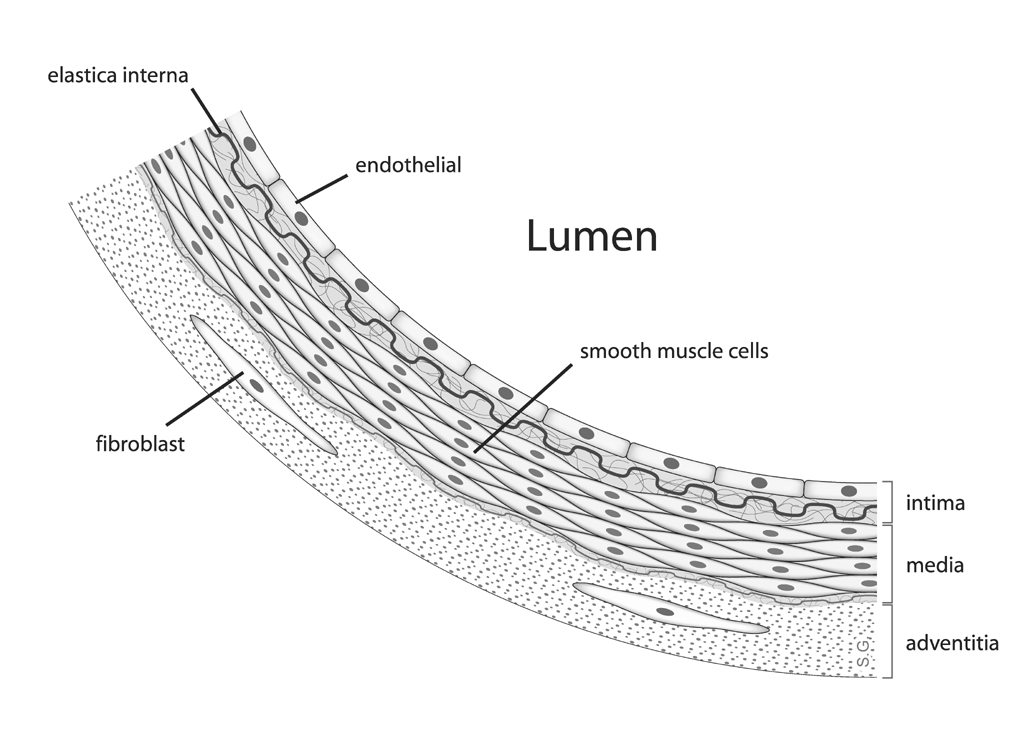
Anatomía de la pared arterial
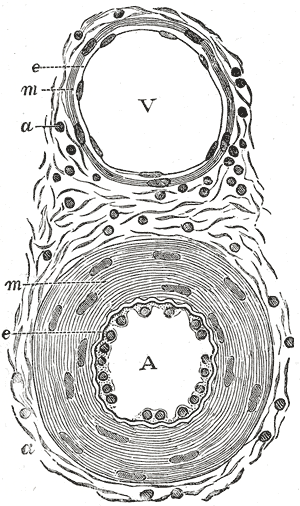
Corte transversal de una arteria y una vena, la túnica íntima está marcada con la letra e.